# Jeffrey Buttle
Jeffrey "Jeff" Buttle, född 1 september 1982 i Smooth Rock Falls i Ontario, är en kanadensisk konståkare.
Han blev olympisk bronsmedaljör i konståkning vid vinterspelen 2006 i Turin.